# راسيل وارد
راسيل وارد (بالإنجليزية: Russell Ward)‏ هو متزلج صدري نيوزيلندي، ولد في 30 أغسطس 1982.